# Omphale chryseis
Omphale chryseis är en stekelart som beskrevs av Graham 1963. Omphale chryseis ingår i släktet Omphale och familjen finglanssteklar.
Artens utbredningsområde är:
- Slovakien.
- Frankrike.
- Tyskland.
- Nederländerna.
- Sverige.

Arten är reproducerande i Sverige. Inga underarter finns listade i Catalogue of Life.